# Zarichne (Rivne)
Zarichne (ucraniano: Зарі́чне) es un asentamiento de tipo urbano de Ucrania perteneciente al raión de Varash en la óblast de Rivne.
En 2018, el asentamiento tenía una población de 7353 habitantes. Desde 2020 es sede de un municipio que abarca, además del asentamiento, treinta pueblos. El municipio tiene una población total de casi treinta mil habitantes.
La localidad fue fundada en la Edad Media como un pogost. Se conoce su existencia en documentos desde 1480, cuando Casimiro IV Jagellón le otorgó privilegios fiscales. En la partición de 1795, el pueblo se incorporó al Imperio ruso, que lo integró en la gobernación de Minsk. En 1921 pasó a formar parte de la Segunda República Polaca hasta que en 1939 se incorporó a la RSS de Ucrania. Adoptó estatus de asentamiento de tipo urbano en 1959. Hasta 2020 era la capital de su propio raión.
Se ubica a orillas del río Styr en la frontera con Bielorrusia, unos 25 km al sur de la ciudad bielorrusa de Pinsk, sobre la carretera P76 que une Pinsk con Dubrovytsia.

## Pedanías
El municipio incluye los siguientes treinta pueblos como pedanías:
- Bir
- Borové
- Bródnytsia
- Bútove
- Výchivka
- Vóvchytsi
- Holubné
- Díbrivsk
- Zhdan
- Zelena Dibrova
- Ivánchytsi
- Komory
- Kónyk
- Kujitska Volia
- Lysychyn
- Mlynok
- Morochne
- Mútvytsia
- Nénkovychi
- Novoríchytsia
- Oleksandrove
- Óstrivsk
- Perekalia
- Pryvítivka
- Ríchytsia
- Richký
- Sérnyky
- Solómyr
- Tyjovyzh
- Chernyn